# Афдер
Афдер (сомал. Afdheer) — одна из 9 зон региона Сомали, Эфиопия.

## География
Граничит с регионом Оромия (на западе и северо-западе), с зоной Либен (на юго-западе), с зоной Годе (на востоке) и с государством Сомали (на юге). Административный центр — город Харгэле.

## Население
По данным Центрального статистического агентства Эфиопии на 2007 год население зоны составляет 570 629 человек, из них 325 764 мужчины и 244 865 женщин. 91,83 % населения составляют сомалийцы, оставшиеся 8,17 % представлены другими народностями. 88,21 % жителей зоны считают родным языком сомалийский язык; 99,19 % населения исповедуют ислам.
По данным прошлой переписи 1997 года население зоны насчитывало 358 998 человек, из них 200 948 мужчин и 158 050 женщин. 96,21 % населения составляли сомалийцы и 1,29 % — оромо, оставшиеся 2,5 % были представлены другими этническими группами. 93,23 % жителей зоны считали родным языком сомалийский и 2,16 % — язык оромо; остальные 4,61 % населения назвали другие языки в качестве родного. Только 3,43 % населения были грамотны. Около 24,2 % городских домохозяйств и 6,7 % всех домохозяйств имели на момент переписи доступ к чистой питьевой воде.

## Административное деление
В административном отношении подразделяется на 7 районов (ворэд):
- Афдер
- Баре
- Черти
- Долобэй
- Элекере
- Гурадамоле
- Мираб-Ими